# 指摘
| ウィキペディアには「指摘」という見出しの百科事典記事はありません（タイトルに「指摘」を含むページの一覧/「指摘」で始まるページの一覧）。 代わりにウィクショナリーのページ「指摘」が役に立つかもしれません。 |